# アイスホッケーボヘミア代表
アイスホッケーボヘミア代表（アイスホッケーボヘミアだいひょう、英語: Bohemia national ice hockey team）はボヘミアの男子アイスホッケーナショナルチームである。オーストリア＝ハンガリー帝国1911年、1912年、1914年にアイスホッケーヨーロッパ選手権で優勝している。第一次世界大戦の結果、1918年オーストリア＝ハンガリー帝国が崩壊してチェコスロバキアが誕生するとチェコスロバキア代表が1920年のオリンピックに出場することとなった。その後1940年にハンガリー、イタリアなどと親善試合を行うものの、消滅した。

## 主な試合
|                  | 年月日        | 場所                 | 得失点                 |
| ---------------- | ------------- | -------------------- | ---------------------- |
| 国際試合初登場   | 1909年1月23日 | フランス, シャモニー | ボヘミア 1 フランス 8  |
| 国際試合最終試合 | 1940年2月24日 | ドイツ, ガルミッシュ | ボヘミア 5 ドイツ 0    |
| 最多得点差勝利   | 1914年1月18日 | スイス, Les Avants   | ボヘミア 17 ベルギー 0 |
| 最多得点差敗北   | 1909年1月24日 | フランス, シャモニー | ボヘミア 0 イギリス 11 |